# Zob-Ahan Isfahan
Zob-Ahan (perz. ذوب‌آهن) je nogometni klub iz iranskog grada Isfahana.
Klub je 6. srpnja 1969. godine osnovao Muhamed-Ali Tagizade Farahmand, a glavno igralište mu je Stadion Fuladšaher koji prima 15.000 gledatelja.
Pokrovitelj mu je Isfahanska čeličana, dok mu je najveći rival isfahanski Sepahan kojem je pokrovitelj čeličana Fulad Mobarake.
Zob-Ahan sudjeluje u iranskoj prvoj nogometnoj ligi i najveći uspjeh mu je 2. mjesto ostvareno u sezonama 2004./05., 2008./09. i 2009./10.
Klub je također i trostruki osvajač državnog kupa.

## Vanjske poveznice
- (perz.) Službene klupske stranice
- (engl.) Perzijska nogometna liga
- (engl.) Statistike iranske profesionalne lige